# Rhaphidophora tetrasperma
Rhaphidophora tetrasperma är en kallaväxtart som beskrevs av Joseph Dalton Hooker. Rhaphidophora tetrasperma ingår i släktet Rhaphidophora och familjen kallaväxter. Inga underarter finns listade.